# Thomas L. Bailey

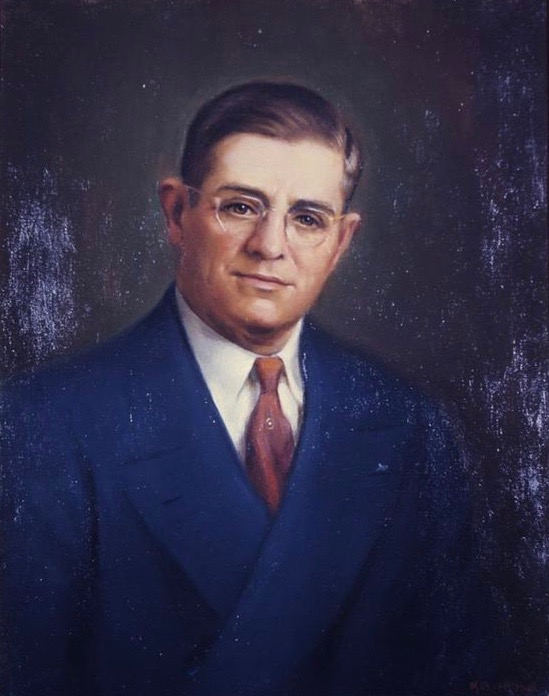
Thomas L. Bailey

Thomas Lowry Bailey (* 6. Januar 1888 im Webster County, Mississippi; † 2. November 1946 in Jackson, Mississippi) war ein US-amerikanischer Politiker und von 1944 bis 1946 Gouverneur des Bundesstaates Mississippi.

## Frühe Jahre und politischer Aufstieg
Thomas Bailey besuchte das Millsaps College, an dem er unter anderem Jura studierte. Im Jahr 1913 eröffnete er in Meridian eine Anwaltskanzlei. Politisch wurde er Mitglied der Demokratischen Partei, die in Mississippi in diesen Jahrzehnten konkurrenzlos war. Von 1916 bis 1940 war Bailey Abgeordneter im Repräsentantenhaus von Mississippi; zwischen 1924 und 1936 war er auch Speaker des Hauses. In dieser Kammer gehörte er zu den vier einflussreichsten Abgeordneten, die praktisch die Politik des Hauses kontrollierten.

## Gouverneur von Mississippi
Am 2. November 1943 wurde Thomas Bailey zum neuen Gouverneur seines Staates gewählt. Er trat dieses Amt am 18. Januar 1944 an und übte es bis zu seinem Tod am 2. November 1946 aus. In seiner Amtszeit wurde eine medizinische Fakultät an der University of Mississippi gegründet und ein Begnadigungsausschuss ins Leben gerufen. Zu Beginn seiner Amtszeit war der Zweite Weltkrieg noch in vollem Gange. In diesem Krieg waren über 237.000 Soldaten aus dem Staat Mississippi eingesetzt. Nach dem Krieg mussten die heimkehrenden Soldaten wieder in die Gesellschaft eingegliedert und die Hinterbliebenen der Toten versorgt werden. Gleichzeitig musste die Produktion wieder auf den zivilen Bedarf zurückgefahren werden.
In seiner letzten Rede vor der Legislative sagte er für die nächsten 25 Jahre dramatische Veränderungen in Mississippi und im Süden der Vereinigten Staaten voraus. Er forderte die Politiker auf, entsprechende Planungen anzustellen, um diesen Herausforderungen begegnen zu können. Im Lauf seiner Amtszeit erkrankte der Gouverneur so schwer, dass er am 2. November 1946 verstarb. Sein Vizegouverneur Fielding L. Wright übernahm daraufhin das Gouverneursamt. Thomas Bailey war mit Nellah Massey verheiratet, mit der er zwei Kinder hatte. Seine Witwe wurde später zur ersten Frau, die in Mississippi mit dem Posten der Steuerbeauftragten ein Regierungsamt auf Staatsebene erhielt.